# Westy
Westy is een plaats in het bestuurlijke gebied Warrington, in het Engelse graafschap Cheshire. De plaats telt 6.125 inwoners.